# Schloss Draskovich
Das Schloss Draskovich steht in der Stadt Güssing im gleichnamigen Bezirk im Burgenland. Es gilt als der am besten erhaltene klassizistische Schlossbau des Burgenlandes und steht unter Denkmalschutz (Listeneintrag). Das Schloss befindet sich im Eigentum der ehemals gräflichen Familie Draskovich, die es unter anderem als Sitz der familiären Forst- und Gutsverwaltung nutzt.

## Lage und Umgebung
Das Gebäude liegt in der Schloßgasse 12 am östlichen Rand des Zentrums in der ehemaligen Unteren Stadt. Es befindet sich an den Abhängen des Schlossberges mit der Burg Güssing, etwa 200 m außerhalb der Befestigungsanlagen des mittelalterlichen Stadtkerns. Umgeben ist es von einer rund 8 ha großen Grünanlage, die sich zwischen Schlossberg im Westen, Marktplatz im Norden, und der halbkreisförmig verlaufenden Umfahrungsstraße B57 im Osten und Süden erstreckt.
Durch diese exponierte Lage ursprünglich ein charakteristischer Bestandteil der Ostansicht der Innenstadt, wird das Gebäude seit einigen Jahren aber fast vollständig von den hohen Bäumen der Parkanlage verdeckt.

## Architektur und Ausstattung
Beim Schloss handelt es sich um einen zweigeschoßigen klassizistischen Bau mit markanten dreiachsigen Mittelrisaliten an der Ost- und Westseite. Sie werden durch vier Halbsäulen mit ionischen Kapitellen gegliedert und verfügen über mit Wappen verzierte Dreiecksgiebel. Die rückseitige Westfassade trägt unter einer gräflichen Krone ein Doppelwappen der Familien Batthyány und Draskovich, der Giebel im Osten das große Wappen der Familie Batthyány. Der Ostseite mit dem Hauptportal ist zusätzlich ein gemauertes Vordach auf vier quadratischen Säulen vorgebaut, über dem sich eine Terrasse befindet.
Im Norden und Süden schließt je ein Seitenflügel mit fünf Fensterachsen mit Faschengliederung und Fensterbalken an. Das Walmdach des Gebäudes wird durch mehrere symmetrisch angeordnete Schornsteine gegliedert. Direkt unter dem Traufgesims verläuft ein breites, glattes Friesband.
Im Inneren des Schlosses gibt es einen Salon mit originaler Empireeinrichtung. Die Schlosskapelle beherbergt einen aus fünf Tafeln bestehenden Flügelaltar aus dem Jahr 1469, bei dem es sich um den einzigen gotischen Flügelaltar des Burgenlandes handelt.

## Geschichte

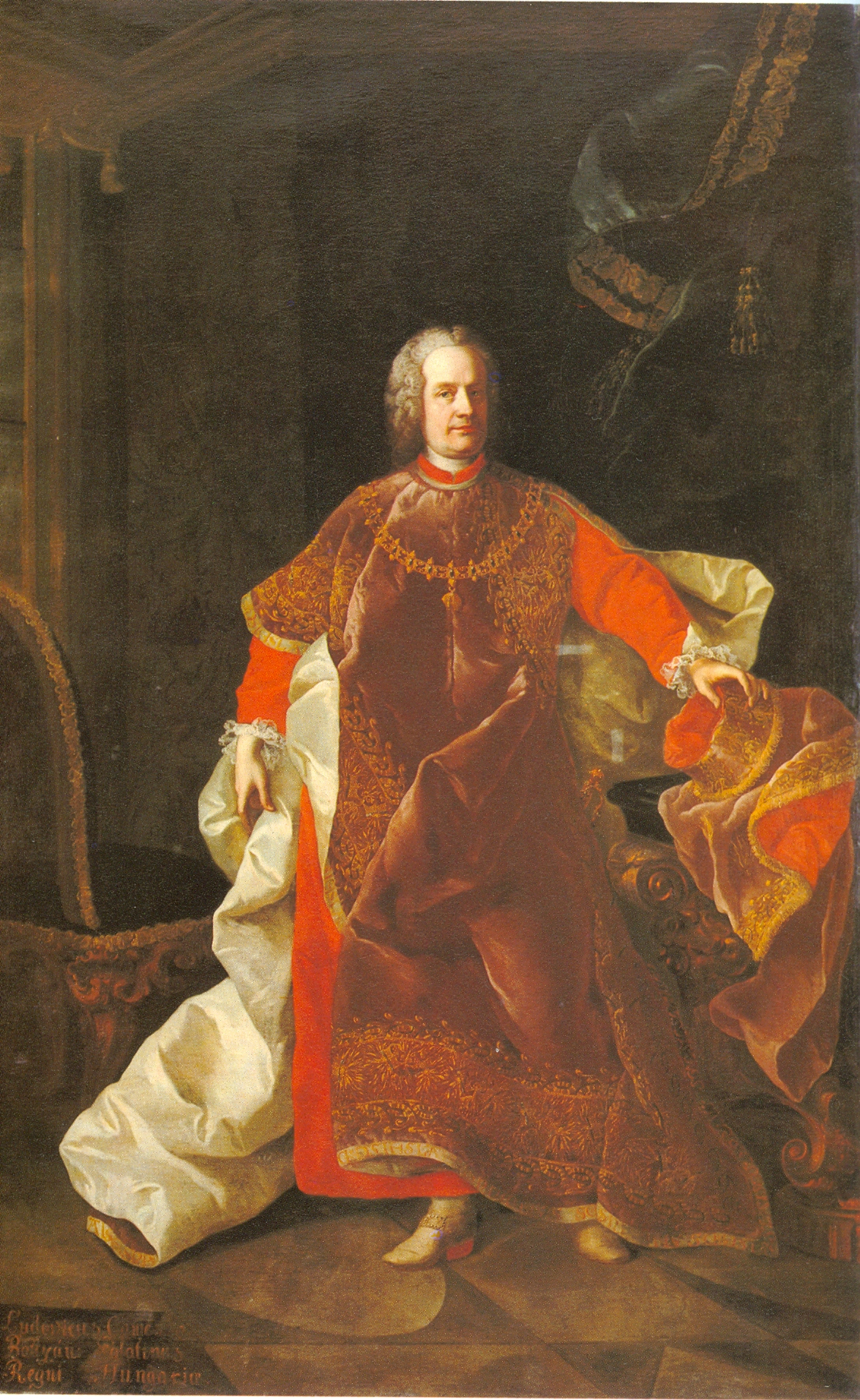
Der Bauherr des Schlosses: Graf Ludwig Ernst Batthyány

Ursprünglich stand das Schloss im Besitz der Familie Batthyány, die es als Sommerresidenz errichten ließ. Das im 16. Jahrhundert mit der Herrschaft Güssing belehnte Magnatengeschlecht hatte seinen Stammsitz auf der Burg Güssing, ließ im 18. Jahrhundert aber direkt im Stadtgebiet weitere Wohnschlossbauten errichten: Das innerhalb der Stadtmauern liegende Kastell Batthyány, sowie zwei außerhalb gelegene Bauten: das Neugebäu (siehe Judengebäude), und das als Sommerschloss genutzte Schloss Draskovich. Dessen Bau wurde noch unter Hofkanzler und Palatin Graf Ludwig Ernst Batthyány († 1765) begonnen und durch eine Aufstockung und Erweiterung im Jahr 1804 unter seinem Enkel Ludwig, dem 3. Fürst Batthyány-Strattmann, abgeschlossen.
Da Philipp, der 4. Fürst Batthyány-Strattmann, und sein Bruder Johann Baptist ohne männliche Erben blieben, gelangte das Schloss Mitte des 19. Jahrhunderts durch die Heirat von Graf Karl Draskovich von Trakostyán mit Johann Baptists ältester Tochter Elisabeth Batthyány in den Besitz der Familie Draskovich. Diese nutzte es bis 1945 ausschließlich als Wohngebäude und herrschaftlichen Hauptsitz, ließ in der zweiten Hälfte des 20. Jahrhunderts aber auch den Sitz der Gutsverwaltung im Gebäude unterbringen.
Nach Ende des Zweiten Weltkrieges besetzte die Rote Armee das Schloss. Sie nutzte es bis zum Abzug im Jahr 1955 als Sitz der Kommandantur.